# Csíkos erszényesmókus
A csíkos erszényesmókus (Dactylopsila trivirgata) a kúszóerszényes-alakúak (Diprotodontia) rendjéhez, ezen belül a siklóerszényes-félék (Petauridae) családjához tartozó faj.

## Előfordulása
Új-Guinea (a nagy szigetnek mind az indonéz, mind a pápua új-guineai felén előfordul) és Északkelet-Ausztrália esőerdeiben honos.

## Alfajai
- Dactylopsila trivirgata trivirgata
- Dactylopsila trivirgata kataui
- Dactylopsila trivirgata melampus
- Dactylopsila trivirgata picata

## Megjelenése
Testhossza 24-28 centiméter, farokhossza 31–39 cm. 
Fekete-fehér csíkos bundájú és farkának fehér hegye feltűnővé teszi e kicsi, éjjeli állatot. Nemcsak szőrzetében hasonlít az Amerikában elterjedt szkunkokra de végbélmirigyéből hasonlóan bűzös váladékot bocsát ki. Karcsú testű és mozgékony, hosszú ujjaival és erős karmaival jól megkapaszkodik az ágakon. Megnyúlt negyedik ujjával piszkálja ki az ágakból a rovarokat.

## Külső hivatkozás
- Képek az interneten a fajról[halott link]